# نیلوفر آبی کوتوله
 نیلوفر آبی کوتوله(نام علمی: Nymphaea leibergii) نام یک گونه از سرده نیلوفر آبی است.